# دونوفان باول
دونوفان باول (بالإنجليزية: Donovan Powell)‏ هو منافس ألعاب قوى جامايكي، ولد في 31 أكتوبر 1971 في لينستيد ‏ في جامايكا.

## وصلات خارجية
- دونوفان باول على موقع الاتحاد الدولي لألعاب القوى (الإنجليزية)
- دونوفان باول على موقع اللجنة الأولمبية الدولية (الإنجليزية)
- دونوفان باول على موقع أوليمبيديا (الإنجليزية)